# Campeonato Europeo de Patinaje de Velocidad sobre Hielo de 1987
El LXXXI Campeonato Europeo de Patinaje de Velocidad sobre Hielo se celebró en dos sedes: las competiciones masculinas en Trondheim (Noruega) del 24 al 25 de enero y las femeninas en Groninga (Países Bajos) del 17 al 18 de enero de 1987 bajo la organización de la Unión Internacional de Patinaje sobre Hielo (ISU), la Federación Noruega de Patinaje sobre Hielo y la Federación Neerlandesa de Patinaje sobre Hielo.

## Resultados

### Masculino
| Evento              | Oro                                | Plata                                       | Bronce                                     |
| ------------------- | ---------------------------------- | ------------------------------------------- | ------------------------------------------ |
| 500 m               | Nikolai Guliayev URSS 39,04 s      | Hein Vergeer · Países Bajos · 39,78 s       | Hans Magnusson · Suecia · 39,84 s          |
| 1500 m              | Nikolai Guliayev URSS 1:57,94      | Hein Vergeer · Países Bajos · 2:00,81       | Michael Hadschieff · Austria · 2:02,44     |
| 5000 m              | Geir Karlstad · Noruega · 7:14,77  | Leo Visser · Países Bajos · 7:15,20         | Andrei Yermolin URSS 7:17,05               |
| 10 000 m            | Geir Karlstad · Noruega · 14:47,12 | Andrei Yermolin URSS 15:00,78               | Leo Visser · Países Bajos · 15:04,48       |
| Clasificación total | Nikolai Guliayev URSS 168,305 pts. | Michael Hadschieff · Austria · 170,515 pts. | Hein Vergeer · Países Bajos · 170,633 pts. |

### Femenino
| Evento              | Oro                           | Plata                                           | Bronce                                     |
| ------------------- | ----------------------------- | ----------------------------------------------- | ------------------------------------------ |
| 500 m               | Andrea Ehrig RDA 42,91 s      | Edel Therese Høiseth · Noruega · 42,98 s        | Jacqueline Börner RDA 43,05 s              |
| 1500 m              | Andrea Ehrig RDA 2:09,90      | Jacqueline Börner RDA 2:12,74                   | Yvonne van Gennip · Países Bajos · 2:12,80 |
| 3000 m              | Andrea Ehrig RDA 4:32,32      | Yvonne van Gennip · Países Bajos · 4:35,76      | Heike Schalling RDA 4:36,24                |
| 5000 m              | Andrea Ehrig RDA 7:49,11      | Yvonne van Gennip · Países Bajos · 7:53,30      | Heike Schalling RDA 7:57,22                |
| Clasificación total | Andrea Ehrig RDA 178,507 pts. | Yvonne van Gennip · Países Bajos · 180,836 pts. | Jacqueline Börner RDA 182,425 pts.         |

## Medallero
- Solo se otorgan medallas en la clasificación general.

| Núm. | País         | Oro | Plata | Bronce | Total |
| ---- | ------------ | --- | ----- | ------ | ----- |
| 1    | RDA          | 1   | 0     | 1      | 2     |
| 2    | URSS         | 1   | 0     | 0      | 1     |
| 3    | Países Bajos | 0   | 1     | 1      | 2     |
| 4    | Austria      | 0   | 1     | 0      | 1     |
|      | TOTAL        | 2   | 2     | 2      | 6     |